# GSC3991-814
GSC3991-814 — хімічно пекулярна зоря спектрального класу B8, що має видиму зоряну величину в смузі V приблизно 10,0.

## Пекулярний хімічний склад
Зоряна атмосфера GSC3991-814 має підвищений вміст 
Si
.